# Ermita de Santa Bàrbara (Alboraia)
L'ermita de Santa Bàrbara o Bàrbera és un temple situat en la partida de Savoia, en el municipi d'Alboraia. És un Bé de Rellevància Local amb identificador nombre 46.13.013-004.
Està oberta al culte els dies de precepte.

## Història
L'existència d'aquesta ermita ja està documentada en 1749. No obstant això al llarg del segle xix va caure en estat ruïnós, pel que en els anys 1879-80 va ser reedificada mitjançant aportacions de particulars. El 19 de setembre de 1880 va ser beneïda. Entre 1960 i 1963 es va realitzar una reforma que afectà principalment a la zona de l'altar. La Fundació Pere Comte va realitzar una restauració a finals de 2002, pintant-se el seu exterior de blau clar.

## Descripció
L'edifici és de planta rectangular, amb línies senzilles. La teulada és a doble vessant. Encara que està exempt, en dos dels seus costats, el posterior i l'esquerre vists des de la façana, es troben molt propers als habitatges que ho envolten. La sagristia està adossada a la part posterior del temple, sent de menor altura i coberta a un sol vessant. La façana principal acaba en un frontó triangular que conté en una fornícula la imatge policromada de la santa titular. Dos petits òculs cecs flanquegen la fornícula.
A l'interior hi ha diverses imatges. En l'altar es troba la imatge de Santa Bàrbara, la de Sant Josep i la de la Immaculada Concepció. En les parets laterals, les de Sant Blai i Sant Antoni de Pàdua, així com els quadres del Viacrucis.